# أطلس الشيعة (كتاب)
أطلس الشيعة (الفارسية: اطلس شیعه) هو كتاب باللغة الفارسية، كتبه رسول جعفريان ، وقد جُمع في 743 صفحة و12 فصلًا. وفقًا للمكتبة المتخصصة في الإسلام وإيران، فإن " أطلس الشيعة هو عمل بحثي مؤلف يهدف بشكل رئيس إلى تقديم صورة جغرافية تاريخية للشيعة عبر تاريخ الإسلام من البداية إلى الوقت الحاضر. في هذا الكتاب، جرت محاولة لتقديم تاريخ الشيعة في شكل خرائط جغرافية وإظهار حدود تقدم الشيعة في كل فترة تاريخية وفي كل نقطة جغرافية". يقدم الكتاب خريطة جغرافية توضح تقدم التشيع في كل فترة تاريخية على الخريطة. كُشف عن أطلس الشيعة في معرض طهران الدولي الثاني والعشرين للكتاب بحضور مصطفى محمد نجار. وبعد الكشف عن الكتاب في معرض الكتاب مع تقييد الشراء، أصبح بإمكان المكتبات العامة والمراكز العلمية شراء الكتاب بخصم 10% بسبب محدودية تداول الكتاب.

## الغرض والدافع
أُلف كتاب أطلس الشيعة بناء على توصية من السيد علي الخامنئي وبأمر من المنظمة الجغرافية الوطنية الإيرانية. الهدف الرئيس من هذا العمل هو تقديم صورة جغرافية تاريخية عن الشيعة عبر تاريخ الإسلام من البداية إلى يومنا هذا. الشيعة في هذا الكتاب يشملون الاثني عشر، والزيدية، والإسماعيلية؛ ويركز على دولهم مثل الدولة العلوية الطبرستانية، بالإضافة إلى تاريخهم. وقد حاول جعفريان تحقيق أهدافه من تأليف الكتاب من خلال الأساليب الثلاثة التالية:
- توفير المواد التاريخية والتوضيحات حول تطور الشيعة
- توفير الخرائط الجغرافية
- توفير الجداول

## حالة النشر
صدر كتاب أطلس الشيعة عن المنظمة الوطنية للجغرافيا في إيران عام 2008. تُرجم أطلس الشيعة إلى اللغة العربية وأُعدِّت نسخة برمجية منه ووُزعَت. وبحسب المؤلف رسول جعفريان، فإن الترجمة العربية لهذا الكتاب، والتي تمت بدعم وتركيز من علي السيستاني، أكثر دقة وقوة من النسخة الفارسية الأصلية. واستمرت أعمال ترجمة الكتاب من عام 2010 إلى عام 2012، ونُشرت في دار الهدى العالمية، وكُشف النقاب عنها في العراق.

## الفصول
يتألف كتاب أطلس الشيعة من 12 فصلًا وهي:
- الفصل الأول (بداية التشيع): في تعريف التشيع وبيان الفِرَق والطوائف
- الفصل الثاني (أئمة الشيعة): حياة أئمة الشيعة الاثني عشر
- الفصل الثالث (التشيع في مدن إيران): دراسة في مختلف المناطق الشيعية من حيث التاريخ والمصير
- الفصل الرابع (الحكومات الشيعية في إيران): من الحكومة العلوية في طبرستان إلى حكومة روح الله الخميني
- الفصل الخامس (التشيع في العراق): دراسة لأهم المدن العراقية في الماضي والحاضر وتحولات الشيعة في المناطق حتى تشكيل الحكومة العراقية الحالية.
- الفصل السادس (التشيع في الجزيرة العربية): دراسة عن التشيع في الجزيرة العربية ومدنها ومناطقها الشرقية كالبحرين وقطر والقطيف والأحساء ونجران واليمن والنخاولة وغيرها.
- الفصل السابع (التشيع في بلاد الشام): وصول التشيع إلى بلاد الشام ودراسة التشيع في لبنان وجبل عامل والوضع الراهن للشيعة اللبنانيين
- الفصل الثامن (التشيع في أفريقيا): دراسة عن الدولة العلوية والإدريسية والخلافة الفاطمية وتأثير التشيع في مختلف الدول الأفريقية في المائة سنة الأخيرة
- الفصل التاسع (الشيعة في شبه القارة الهندية وأفغانستان): الدول الشيعية في مناطق مثل حيدر آباد ومناطق الهند وكشمير وباكستان ووضع الشيعة في هذه المناطق والنفوذ الشيعي في ماليزيا وإندونيسيا وتايلاند.
- الفصل العاشر (الشيعة في القوقاز وتركيا): الشيعة في أذربيجان واسطنبول ومدن أخرى في تركيا
- الفصل الحادي عشر (التشيع في أوروبا): بحث في الشيعة في بريطانيا وألمانيا وإيطاليا وبلجيكا وتأثير التشيع في أوروبا في القرن الأخير. يصنّف الكتاب الشيعة هنا على فئتين: البلقان مثل البانيا والطرق الشيعية فيها البكتاشية؛ والمهاجرون الشيعة لدول أوروبية، وهو الجزء الأكبر.
- الفصل الثاني عشر (التشيع في الولايات المتحدة): دراسة عن الشيعة في الولايات المتحدة وكندا والمؤسسات الشيعية في هذه المناطق.

## النتائج
وبعد صدور الكتاب أخيرًا في يوليو/تموز 2011 في جامعة أصفهان وبالتعاون مع كلية الآداب والعلوم الإنسانية وطلابها، عقد اجتماع أسفر عن العديد من المقالات والأبحاث حول أطلس الشيعة. وفي هذه المجموعة العاملة، والتي تعرف باسم مجموعة عمل أطلس النقد الشيعي، رُوجعَت الانتقادات الموجهة للكتاب. وفي استمرار لهذا المؤتمر، أخذ رسول جعفريان مكان المتحدث ورد على بعض الانتقادات. وفي النهاية، أُثني على رسول جعفريان لتأليفه كتاب أطلس الشيعة.

## الجوائز
في مهرجان الكتاب السنوي السابع والعشرين للجمهورية الإسلامية الإيرانية ، اُختير كتاب أطلس الشيعة في مجال التاريخ حيث كُرم الكتاب. كما فاز الكتاب بجائزة جلال آل أحمد الأدبية وجائزة الفارابي العالمية في نفس الوقت.

## طالع أيضًا
- المجدي
- المكتبة المتخصصة في الإسلام وإيران
- قائمة أعمال رسول جعفريان [الإنجليزية]
- التاريخ السياسي للإسلام [الإنجليزية]
- الحياة الفكرية والسياسية لأئمة الشيعة
- تأملات حول حركة عاشوراء [الإنجليزية]
- رجال الكشي
- فهم العلوم الإسلامية [الإنجليزية]